# Зонкарское водохранилище
Зонкарское водохранилище — водохранилище в Цхинвальском районе Южной Осетии. Построено во времена СССР на реке Малая Лиахви. На советских картах обозначалось как Лиахвское водохранилище. По состоянию на апрель 2013 года полностью спущено.
Полный объём водохранилища — 40,3 млн м³, полезный — 39 млн м³. Высота плотины составляет 78 метров.
Используется для орошения, а также в качестве источника питьевой воды для города Гори и других близлежащих населённых пунктов. Изучается возможность возведения в этом районе гидроэлектростанции.
В мае-июне 2009 года на водохранилище было предотвращена чрезвычайная ситуация, последствием которой могло стать затопление множества сёл.
Имеет шахту для полного сброса воды.
Зонкарское водохранилище препятствует миграции форели к истокам Малой Лиахвы (в Лиахвский заповедник), что вызывает нарекания экологов.

## Топографические карты
- Лист карты K-38-65 Ленингори. Масштаб: 1 : 100 000. Издание 1979 г.